# Burning Spear
Burning Spear, pseudoniem van Winston Rodney (Saint Ann's Bay, 1 maart 1945) is een Jamaicaanse rootsreggae-muzikant en -zanger.
Rodney zoekt zijn muzikale inspiratie bij Bob Marley en Marcus Garvey, Bob Marley zorgde er zelf ook voor dat Rodney in contact kwam met muziekindustrie en er aan de slag kon. Hoewel zijn muzikale carrière al begon in 1969, wist Burning Spear pas in 1975 echt door te breken in West-Europa. Dat deed hij met zijn derde album dat was opgedragen aan de rasta-profeet Marcus Garvey en ook naar hem was vernoemd. Uit dit album sprak een diep geloof in de Afrikaanse cultuur en de Rastafari. Inmiddels is Burning Spear zelf een legende geworden.
In 2002 richtte hij samen met zijn vrouw Sonia Rodney een eigen label op; Burning Spear Records. Zijn vrouw produceerde tevens een aantal van zijn albums.

## Discografie
- 1973: Burning Spear
- 1974: Rocking time
- 1975: Marcus Garvey
- 1976: Garvey's ghost
- 1976: Man in the hills
- 1977: Dry & heavy
- 1977: Live
- 1978: Marcus' children aka Social living
- 1979: Living dub vol I
- 1979: Harder then the best
- 1980: Hail H.I.M.
- 1980: Living dub vol II
- 1982: Farover
- 1983: The fittest of the fittest
- 1984: Reggae greats
- 1986: Resistance
- 1986: People of the world
- 1987: 100th anniversary
- 1987: The fittest selection
- 1988: Mistress music
- 1989: Live in paris
- 1990: Mek me dweet
- 1991: Jah Kingdom
- 1992: The original
- 1993: The world should know
- 1994: Love and peace: Burning Spear live!
- 1995: Rasta bisiness
- 1996: Living dub vol III
- 1996: Chant down Babylon The Island Anthology
- 1996: Best off Burning Spear
- 1997: Appointment with his majesty
- 1998: Live in concert 97
- 1999: Living dub vol. 4
- 1999: Calling Rastafari
- 2001: Live at Montreaux
- 2001: Ultimate collection
- 2001: Spear Burning
- 2001: Best of the fittest
- 2001: Rare and unreleased
- 2002: The best of Burning Spear
- 2003: Jah no dead
- 2003: Free man
- 2004: Living dub volume 6
- 2004: Creation rebel
- 2004: Sounds from the Burning Spear
- 2004: Live in South Africa 2000
- 2005: Gold
- 2005: Our music
- 2008: Jah is real
- 2013: Rerelease of our music (2005)